# Nowinka (osada leśna w powiecie augustowskim)
Nowinka – osada leśna w Polsce położona w województwie podlaskim, w powiecie augustowskim, w gminie Nowinka.